# 瘦长太阳瓶子草
瘦长太阳瓶子草（学名：Heliamphora elongata）是委内瑞拉格兰·萨瓦纳特有的食虫植物，特别是伊卢山（Ilu tepui）和川门山（Tramen Tepui）。其种加词“elongata”来源于拉丁文“elongare”，意为“细长的”，指其捕虫瓶的形态。

## 植物学史
由于伊卢－川门山的地形限制，想要到达山上是非常困难的，通常都是通过直升飞机到达山顶地区。
1977年，查尔斯·卡里亚斯-布鲁尔（Charles Brewer-Carias）第一次发现了瘦长太阳瓶子草，并进行了拍摄及说明这可能是一种未知的物种。
1993年，比尔·鲍姆加特尔（Bill Baumgartl）一次考察中也观察到了这个物种。但因为艾俄那西太阳瓶子草（H. ionasii）是唯一在伊卢－川门山发现的太阳瓶子草属植物，所以当时他错误的将其鉴定为艾俄那西太阳瓶子草。
约阿希姆·那兹等人在1999年和2004年对对其进行了两次考察。1999年，约阿希姆·那兹、卡特琳·欣德霍弗（Katrin Hinderhofer）及托马斯·卡罗（Thomas Carow）对伊卢－川门山的东北部进行了第一次考察。2004年3月，约阿希姆·那兹、乌尔斯·齐默尔曼（Urs Zimmermann）及杰瑞·胡根斯曲德（Geri Hoogenstrijd）对伊卢－川门山的南部进行了第二次考察。2004年，约阿希姆·那兹正式描述了瘦长太阳瓶子草。

## 形态特征
瘦长太阳瓶子草为多年生草本植物。根茎分支，呈丛状。
瘦长太阳瓶子草的捕虫瓶长10至35厘米，宽4至7厘米。捕虫瓶下部为漏斗形；中部的瓶肩略高于消化液水平面，略呈葫芦形；上部为窄圆柱形至窄漏斗形。瓶口宽3.5厘米至4厘米，呈卵形。部分植株的捕虫瓶中部向远离植株中心方向弯折。捕虫瓶外表面无毛，内表面上部均匀分布长1至3毫米的下向毛，下部无毛。这些毛具光泽。瓶肩内表面具具一圈长2至6毫米的粗毛。瓶盖呈盔形，长1至2.8厘米，宽1至3厘米，呈暗红色至黑色。捕虫瓶通常为橙黄色，很少呈绿色，衰老后逐渐变为粉红色至红色。
瘦长太阳瓶子草的花序长约50厘米，共2至5朵花。花梗无毛。花柄长1.5至3.5厘米。苞片呈卵形，通常长3至4厘米，而上部花的苞片仅长1厘米。花被片共4片，窄长圆形至披针形，长3至5厘米，宽1.5至1.8厘米，白色至红色。雄蕊11至19枚，花丝长5毫米，花药为长圆形至披针形，长约3毫米，宽约1毫米；子房三室，长约2厘米，被柔毛，花柱无毛；种子长约3毫米，侧扁，卵形，具不规则翅。

## 生态关系
瘦长太阳瓶子草分布于格兰·萨瓦纳东部伊卢山和川门山的海拔1800米至2600米的山顶及山麓地区，尤劳尼山（Yuruani tepui）海拔2100米至2300米的山顶地区，还可能存在于伊卢山与川门山之间的两座尚未考察的小型山——卡劳林山（Karaurin tepui）和瓦达卡山（Wadaka tepui）的山顶地区。分布于尤劳尼山的瘦长太阳瓶子草与分布于伊卢山与川门山的种群存在着一些差异，其捕虫瓶较小且更粗短。
瘦长太阳瓶子草的原生地大多位于高海拔的高原地区。气候寒冷，夜间温度可低至3℃，但又非常的潮湿。瘦长太阳瓶子草在此常与兰科、覆鳞属（Stegolepis）、黄眼草属（Xyris）及多子属（Bonnetia）植物同域分布。此外，其还与罗赖马茅膏菜（Drosera roraimae）、罗赖马螺旋狸藻（Genlisea roraimensis）、奎尔奇狸藻（Utricularia quelchii）及紫水晶狸藻（U. amethystina）等食虫植物同域分布。
瘦长太阳瓶子草生长缓慢，每个生长点仅有2至3个捕虫瓶，周围则环绕着数个已枯死的捕虫瓶。这些枯死的捕虫瓶可起到保护中间存活着的捕虫瓶的作用。在高紫外线辐射强度的高原环境下，其捕虫瓶常呈鲜红色。
瘦长太阳瓶子草原生地的气候多变，虽然其降雨频繁，但强烈的光照仍可让水分快速的蒸发。而其细长的捕虫瓶及较小的瓶口可以较好的减缓水分蒸发。此外，在瘦长太阳瓶子草捕虫瓶内很少发现昆虫，但要注意的是在这些山峰的山顶地区本身就很少出现昆虫。

## 相关物种
瘦长太阳瓶子草与垂花太阳瓶子草（H. nutans）之间存在着密切的近缘关系。垂花太阳瓶子草分布于罗赖马山（Roraima tepui），其也是伊卢－川门山所在山系的山峰之一。它们的区别在于，瘦长太阳瓶子草的捕虫瓶直立且细长，尺寸也更大，且瓶盖为黑色。此外，艾俄那西太阳瓶子草也存在于伊卢－川门山，并具大型的捕虫瓶。
| 瘦长太阳瓶子草、垂花太阳瓶子草与艾俄那西太阳瓶子草之间的形态特征区别 |                                      |                                      |                                        |
| 形态特征                                                             | 瘦长太阳瓶子草                       | 垂花太阳瓶子草                       | 艾俄那西太阳瓶子草                     |
| 捕虫瓶                                                               |                                      |                                      |                                        |
| 尺寸                                                                 | 长20至32厘米，宽3至3.5厘米           | 长8至18厘米，宽2至6厘米              | 长15至50厘米，宽5至15厘米              |
| 形态                                                                 | 下部为窄葫芦形，上部为再圆柱形，直立 | 下部为葫芦形，中部弯折，上部为漏斗形 | 下部为葫芦形，中部弯折，上部为宽漏斗形 |
| 瓶盖                                                                 |                                      |                                      |                                        |
| 尺寸                                                                 | 长1至3厘米，宽1至2.8厘米             | 长0.5至1厘米，宽0.5至1厘米           | 长0.8至1.8厘米，宽1至2.5厘米           |
| 形态                                                                 | 盔形，近水平                         | 心形至盔形，近垂直                   | 心形，弯曲                             |
| 花序                                                                 |                                      |                                      |                                        |
| 尺寸                                                                 | 花梗长30至50厘米，花柄长1.5至3.5厘米 | 花梗长25至60厘米，花柄长2至4厘米     | 花梗可达100厘米，花柄长5至12厘米       |
| 单梗花数                                                             | 2至5                                 | 2至5                                 | 2至10                                  |
| 花被片                                                               |                                      |                                      |                                        |
| 尺寸                                                                 | 长3至5厘米，宽1.5至1.8厘米           | 长3至5厘米，宽1至1.2厘米             | 长3.5至6厘米，宽2.5至3厘米             |
| 形态                                                                 | 窄长圆形至披针形                     | 披针形，基部宽                       | 披针形，基部宽                         |
| 雄蕊                                                                 |                                      |                                      |                                        |
| 尺寸                                                                 | 长3毫米                              | 长2.5毫米                            | 长3.5毫米                              |
| 数量                                                                 | 11至19                               | 19至24                               | 15至20                                 |

## 自然杂交种
已在伊卢山与川门山之间的山谷中观察到了瘦长太阳瓶子草与艾俄那西太阳瓶子草的自然杂交种。